# Estrofa
En métrica española, se llama estrofa a un grupo de versos unidos por una serie de criterios fijos de extensión, rima y ritmo.
En métrica griega, se llama estrofa a la primera parte de una estructura tripartita, compuesta de estrofa, antiestrofa y epodo, que se suele encontrar en los coros de las comedias y tragedias del antiguo teatro griego, y en las odas compuestas por Píndaro.

## Tipos de estrofas
Según su número de versos, las estrofas reciben distintos nombres:
Dos versos
- Pareado: medida y clase de rima indiferentes,esquema métrico: (A)
- Aleluya (cuarta acepción en el DRAE) es un pareado de arte menor, comúnmente de versos octosílabos.
- Alegría: composición de dos versos, uno pentasílabo y otro decasílabo, propio de la composición flamenca de la que toma el nombre, la alegría.
- Dístico elegiaco: imitación de la forma clásica.

El DRAE reserva el nombre de pareado para el par de versos que tengan algún tipo de rima, mientras puede utilizarse dístico también para versos libres.
Se llama cosante a una composición basada en el pareado, al que se une un estribillo.
Tres versos
- Terceto: versos endecasílabos (o, en general, de arte mayor), con rima consonante, 11A 11B 11A, si bien puede presentar otros esquemas.
- Tercetillo o tercerilla: versos de arte menor, rima consonante y que puede presentar distintos esquemas.
- Soleá: versos de arte menor, rima asonante, a–a.

Cuatro versos
- Cuarteto: versos endecasílabos (o, en general, de arte mayor), rima consonante, 11A 11B 11B 11A
- Redondilla: versos generalmente octosílabos, rima consonante, 8a 8b 8b 8a
- Serventesio: versos endecasílabos (o, en general, de arte mayor), rima consonante, 11A 11B 11A 11B
- Cuarteta: versos generalmente octosílabos, rima consonante, 8a 8b 8a 8b
- Copla: versos de arte menor, rima asonante, – a – a
- Seguidilla: versos heptasílabos y pentasílabos, rima asonante, 7a 5b 7a 5b o 7– 5a -7– 5a
- Cuaderna vía: versos alejandrinos, rima consonante, 14A 14A 14A 14A.

Cinco versos
- Quintilla: versos de arte menor, rima consonante, esquema métrico variable
- Quintilla endecasílaba o quintilla real.
- Quintilla de Fray Luis de León
- Quinteto: versos de arte mayor, rima consonante, esquema métrico variable
- Quinteto de arte mayor
- Quinteto contracto
- Quinteto agudo
- Lira: versos heptasílabos y endecasílabos, rima consonante, 7a 11B 7a 7b 11B.

Seis versos
- Sexteto o sextina: versos de arte mayor, rima consonante, esquema métrico variable
- Sextilla: versos de arte menor, rima consonante, esquema métrico variable
- Copla de pie quebrado o copla manriqueña: versos octosílabos y tetrasílabos, rima consonante, 8a 8b 4c 8a 8b 4c.

Siete versos
- Septeto

Ocho versos
- Octava real: Formada por ocho versos endecasílabos, con rima alterna los seis primeros, y los dos últimos formando un pareado . Su origen es italiano, y llegó a nuestra literatura en el siglo XVI. También puede llamarse octava rima.
- Octava italiana: Formada por ocho versos de arte mayor de rima consonante, rimando el 2.º con el 3.º, el 6.º con el 7.º, el 4.º con el 8.º (debiendo ser esta rima aguda), y quedan sueltos el 1.º y 5.º. Llegó a la poesía española en el siglo XVIII, procedente de Italia, y a lo largo de la historia ha sufrido variaciones tanto en el número de sílabas como en la distribución rítmica. También puede llamarse octava aguda.
- Octavilla: "Ocho versos" de arte menor, con la misma disposición que la octava italiana.
- Copla de arte mayor: Compuesta por ocho versos dodecasílabos, con rima consonante dispuesta de la siguiente manera: ABBAACCA. Fue muy utilizada por el poeta Juan de Mena (siglo XV).

Nueve versos
- Canto del Parnaso:

Es una estrofa creada por los poetas Martha Cotrofe & Pietro Igarza tras un ejercicio de 'cadáver exquisito'. El Canto del Parnaso consta de ocho versos octosílabos y un hexasílabo(segundo verso). La estructura métrica es la siguiente:
8a;6-;8a;8-;8-;8b;8b;8b;8-
Diez versos
- Décima o espinela: Llamada así, su estructura fue fijada por el poeta Vicente Espinel (siglo XVI-XVII). Consta de diez versos octosílabos consonantes, con el esquema 8A 8B 8B 8A 8A 8C 8C 8D 8D 8C.
- Copla real: 10 versos octosílabos de arte menor.

Doce o más versos
- Alejandrino: Versos indefinidos que riman con el deseo del autor.

Catorce versos
- Soneto: Rima compuesta por 14 versos de arte mayor, endecasílabos formados por dos cuartetos y dos tercetos
- Sonetillo: Rima compuesta por 14 versos de arte menor, octosílabos formados por dos cuartetos y dos tercetos

 También las estrofas se clasifican en:
- Verso libre: es sin métrica y sin rima.
- Verso blanco: con métrica y sin rima.

Series
- Romancillo
- Endecha
- Romance
- Romance heroico
- Silva (estrofa)